# 澤田直
澤田 直（さわだ なお、1959年 - ）は、日本のフランス哲学者・フランス文学者・翻訳家。立教大学教授。直之の名も使う。ジャン＝ポール・サルトル、ジャン＝リュック・ナンシーなどを研究。

## 来歴
1984年法政大学文学部哲学科卒業、1987年同大学院人文科学研究科哲学専攻修士課程修了、1994年パリ第1大学大学院哲学科博士課程修了、哲学博士。1995年流通経済大学経済学部専任講師、1996年助教授、2000年白百合女子大学文学部助教授、2002年教授、2006年立教大学文学部文学科フランス文学専修・同大学院文学研究科フランス文学専攻博士課程前期課程教授。2023年『フェルナンド・ペソア伝 異名者たちの迷路』で読売文学賞(評論・伝記賞)受賞。
日仏哲学会理事、日仏翻訳文学賞（小西国際交流財団主催）および渋沢・クローデル賞の選考委員を務める。
2018年6月、フランス政府教育功労章シュヴァリエ(騎士、3等)を受章。

## 家族
妻リリアンヌ・ラタンジオ（Liliane Lattanzio）との共著でフランス語教材を出版し、NHKラジオのフランス語講座を担当するなどフランス語教育にも貢献。

## 著書
- 『新・サルトル講義 - 未完の思想、実存から倫理へ』（平凡社新書） 2002年
- 『〈呼びかけ〉の経験 - サルトルのモラル論』（人文書院） 2002年
- 『ジャン＝リュック・ナンシー 分有のためのエチュード』（白水社、哲学の現代を読む） 2013年
- 『サルトル読本』（法政大学出版局） 2015年
- 『サルトルのプリズム - 二十世紀フランス文学・思想論』（法政大学出版局） 2019年
- 『フェルナンド・ペソア伝 異名者たちの迷路』集英社、2023.8

### 共編著
- 『国境なき文学』（白百合女子大学言語・文学研究センター編、責任編集、芸林書房、アウリオン叢書） 2004年
- 『翻訳の地平 フランス編』（白百合女子大学言語・文学研究センター編、星埜守之と責任編集、弘学社、アウリオン叢書） 2006年
- 『サルトル 21世紀の思想家 - 国際シンポジウム記録論集』（石崎晴己共編、思潮社） 2007年
- 『完本 ジャコメッティ手帖』I・Ⅱ（矢内原伊作著、武田昭彦,菅野洋人,李美那共編、みすず書房） 2010年
- 『写真と文学 - 何がイメージの価値を決めるのか』（塚本昌則共著、平凡社） 2013年
- 『共にあることの哲学 - フランス現代思想が問う〈共同体の危険と希望〉1 理論編』（岩野卓司編、湯浅博雄,合田正人,増田一夫,坂本尚志,藤田尚志共著、書肆心水） 2016年
- 『共にあることの哲学と現実 - 家族・社会・文学・政治 - フランス現代思想が問う〈共同体の危険と希望〉2 実践・状況編』（岩野卓司編、合田正人,郷原佳以,坂本尚志,藤田尚志,増田一夫,宮﨑裕助共著、書肆心水） 2017年
- 『異貌のパリ 1919 - 1939 - シュルレアリスム、黒人芸術、大衆文化』（水声社） 2017年
- 『はじまりのバタイユ 贈与・共同体・アナキズム』岩野卓司共編、法政大学出版局、2023年
- 『女性・戦争・植民地 1919 - 1939 - 両大戦間期フランスの表象』（野崎歓共編、水声社） 2025年

教材・翻訳関連
- 『アミカルマン - フランス語・フランス文化への誘い』改訂版（澤田直之名義、リリアンヌ・ラタンジオ,黒川学著、駿河台出版社） 2002年
- 『翻訳の地平 フランス編』（白百合女子大学言語・文学研究センター編、星埜守之と責任編集、弘学社、アウリオン叢書） 2006年
- 『博物誌で学ぶフランス語カジュアル表現 - 入門を終えたら NHKラジオフランス語講座』（リリアンヌ・ラタンジオ共著、日本放送出版協会） 2007年
- 『ヴレマン? 文法を深めながら発見するフランス14章』（リリアンヌ・ラタンジオ共著、三修社） 2017年
- 『アミカルマン〈プリュス〉』（リリアンヌ・ラタンジオ,黒川学共著、駿河台出版社） 2018年
- 『翻訳家たちの挑戦 - 日仏交流から世界文学へ』（坂井セシル共著、水声社） 2019年

### 翻訳
- 『カタルーニャ現代詩15人集』（訳編、思潮社） 1991年
- 『気狂いモハ、賢人モハ』（タハール・ベン・ジェルーン、現代企画室、越境の文学/文学の越境） 1996年
- 『自由の経験』（ジャン=リュック・ナンシー、未來社、ポイエーシス叢書） 2000年
- 『不穏の書 断章』（フェルナンド・ペソア、思潮社）2000年、のち『新編 不穏の書、断章』（平凡社、平凡社ライブラリー） 2020年
- 『月光浴 - ハイチ短篇集』（フランケチエンヌ他、立花英裕,星埜守之編、共訳、国書刊行会） 2003年
- 『サルトル』（ドナルド・D・パルマー、筑摩書房、ちくま学芸文庫） 2003年
- 『マグレブ 複数文化のトポス - ハティビ評論集』（アブデルケビール・ハティビ（フランス語版）、編訳、福田育弘共訳、青土社） 2004年  ISBN 978-4-7917-6134-0
- 『サルトルの世紀』（ベルナール＝アンリ・レヴィ、石崎晴己監訳、三宅京子,黒川学共訳、藤原書店） 2005年
- 『ペソア詩集』（ペソア、訳編、思潮社、海外詩文庫） 2008年
- 『創造と狂気 - 精神病理学的判断の歴史』（フレデリック・グロ（フランス語版）、黒川学共訳、法政大学出版局、叢書・ウニベルシタス） 2014年
- ミシェル・ウエルベック『ショーペンハウアーとともに』（国書刊行会） 2019年
- マリ=ジョゼ・モンザン『イメージは殺すことができるか』黒木秀房共訳 (叢書・ウニベルシタス 法政大学出版局、2021.12
- エドガール・モラン『百歳の哲学者が語る人生のこと』河出書房新社、2022.6

### ジャン＝ポール・サルトル
- 『真理と実存』（ジャン＝ポール・サルトル、人文書院） 2000年
- 『言葉』新訳（ジャン＝ポール・サルトル、人文書院） 2006年
- 『自由への道』全6巻（ジャン＝ポール・サルトル、海老坂武共訳、岩波書店、岩波文庫）2009 - 2011年
- 『家の馬鹿息子 - ギュスターヴ・フローベル論（1821年より1857年まで）4』（ジャン＝ポール・サルトル、鈴木道彦,海老坂武監訳、黒川学,坂井由加里共訳、人文書院） 2015年
- 『主体性とは何か？』（ジャン＝ポール・サルトル、水野浩二共訳、白水社） 2015年
- 『イマジネール 想像力の現象学的心理学』（ジャン＝ポール・サルトル、水野浩二共訳、講談社学術文庫） 2020年
- 『家の馬鹿息子 - ギュスターヴ・フローベル論（1821年より1857年まで）5』（ジャン＝ポール・サルトル、鈴木道彦,海老坂武監訳、黒川学,坂井由加里共訳、人文書院） 2021年

### フィリップ・フォレスト
- 『さりながら』（フィリップ・フォレスト、白水社） 2008年
- 『荒木経惟 つひのはてに』（フィリップ・フォレスト、小黒昌文共訳、白水社） 2009年
- 『夢、ゆきかひて』（フィリップ・フォレスト、小黒昌文共訳、白水社） 2013年
- 『シュレーディンガーの猫を追って』（フィリップ・フォレスト、小黒昌文共訳、河出書房新社） 2017年
- 『洪水』小黒昌文共訳、河出書房新社、2020.10